# Křižanov (district de Písek)
Pour les articles homonymes, voir Křižanov.
Křižanov (en allemand : Krischanow, précédemment : Křižanow) est une commune du district de Písek, dans la région de Bohême-du-Sud, en République tchèque. Sa population s'élevait à 104 habitants en 2020.

## Géographie
Křižanov se trouve à 20 km au nord-est de Písek, à 48 km au nord-nord-ouest de České Budějovice et à 76 km au sud de Prague.
La commune est limitée par Okrouhlá au nord, par Sepekov à l'est, par Bernartice et Veselíčko au sud, et par Branice à l'ouest et au nord-ouest.

## Histoire
La première mention écrite du village date de 1488.

## Galerie

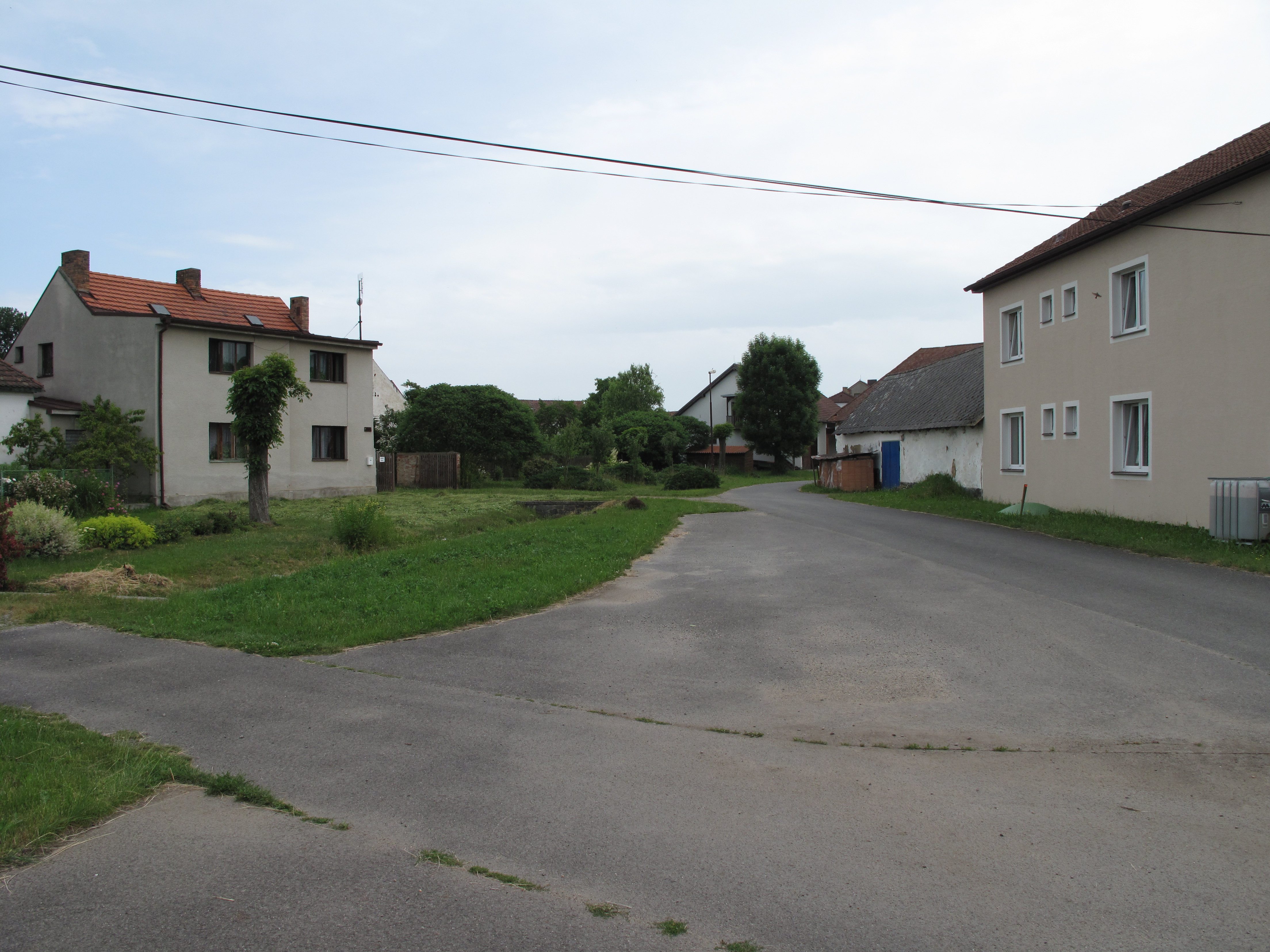
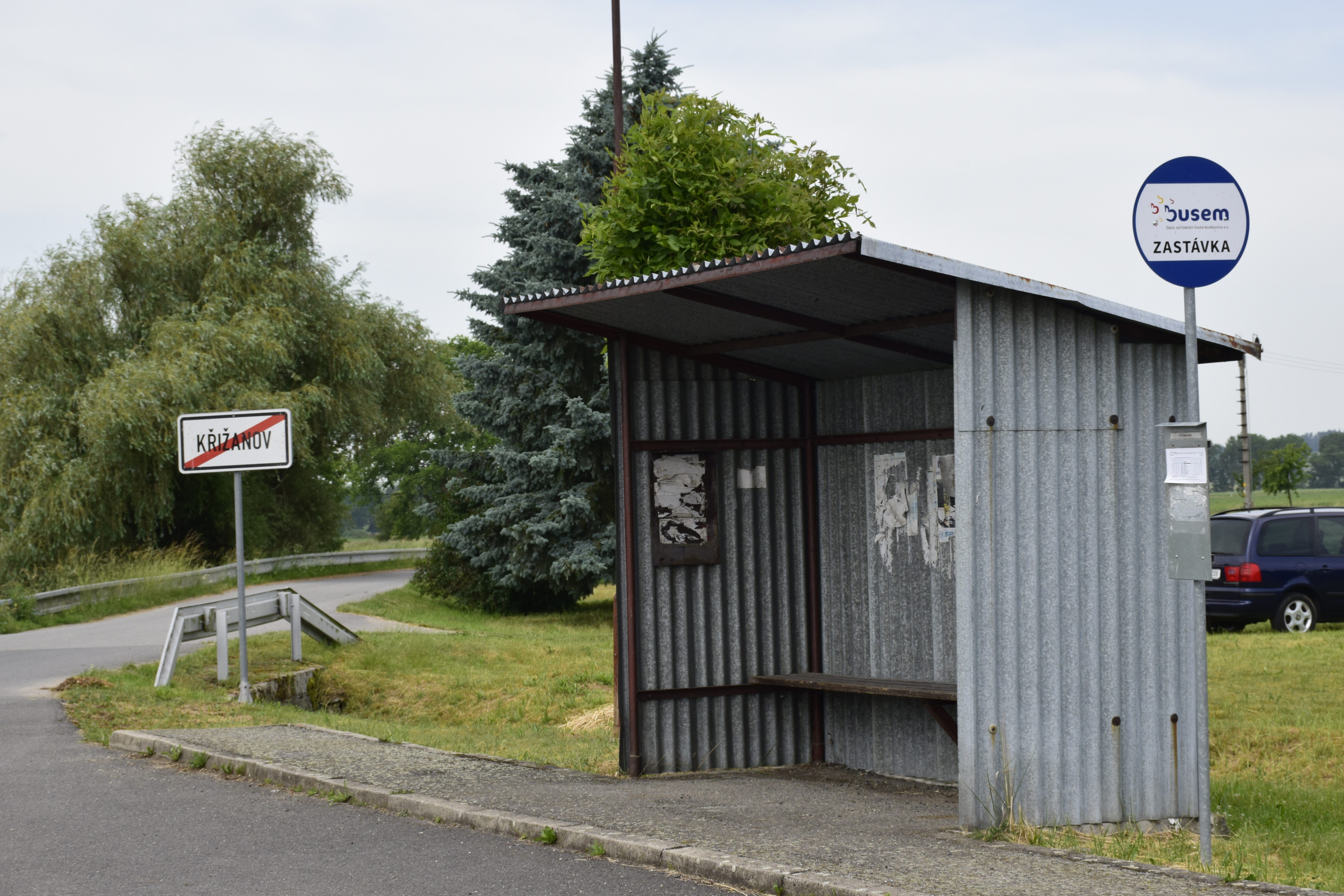
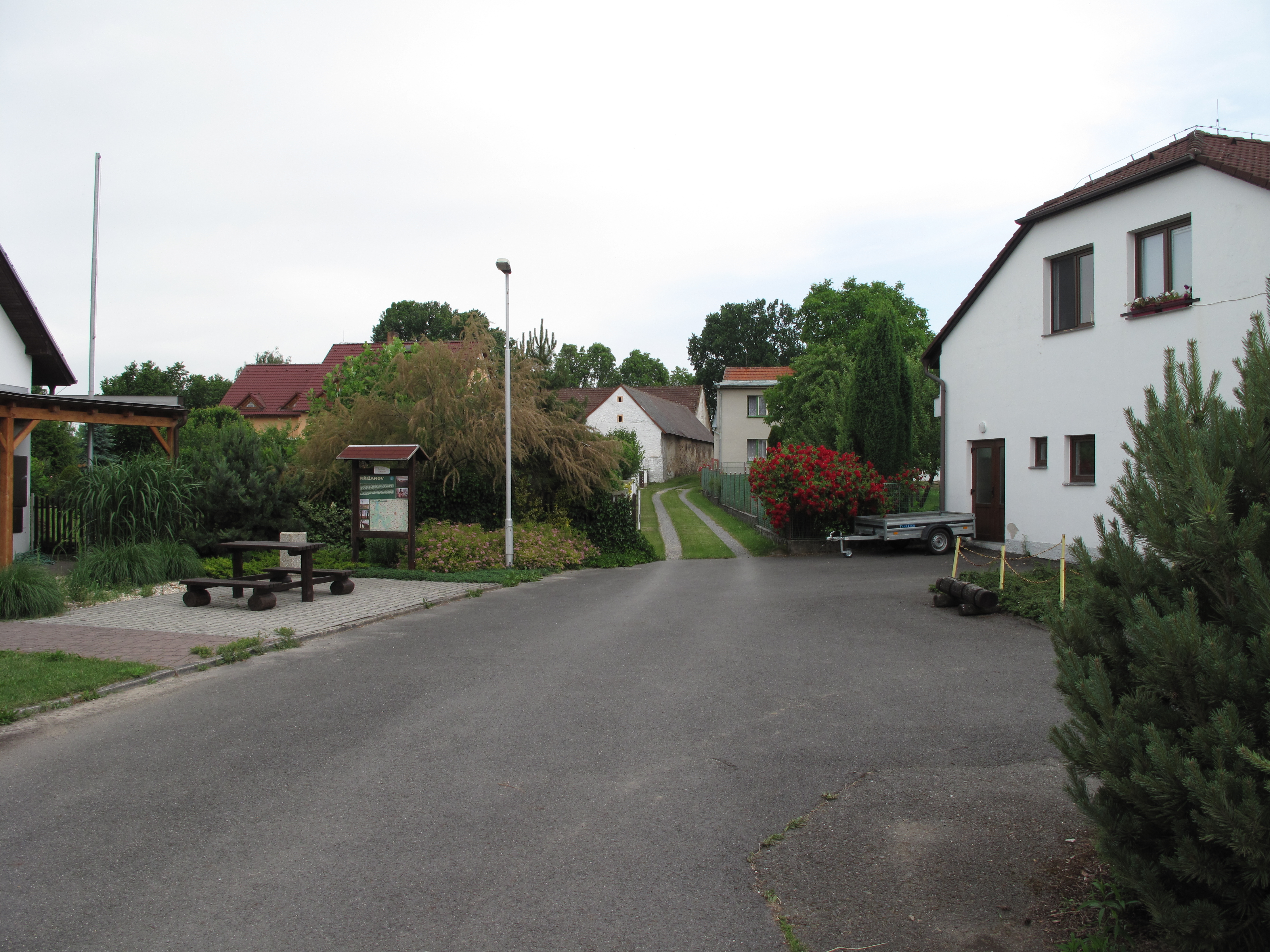
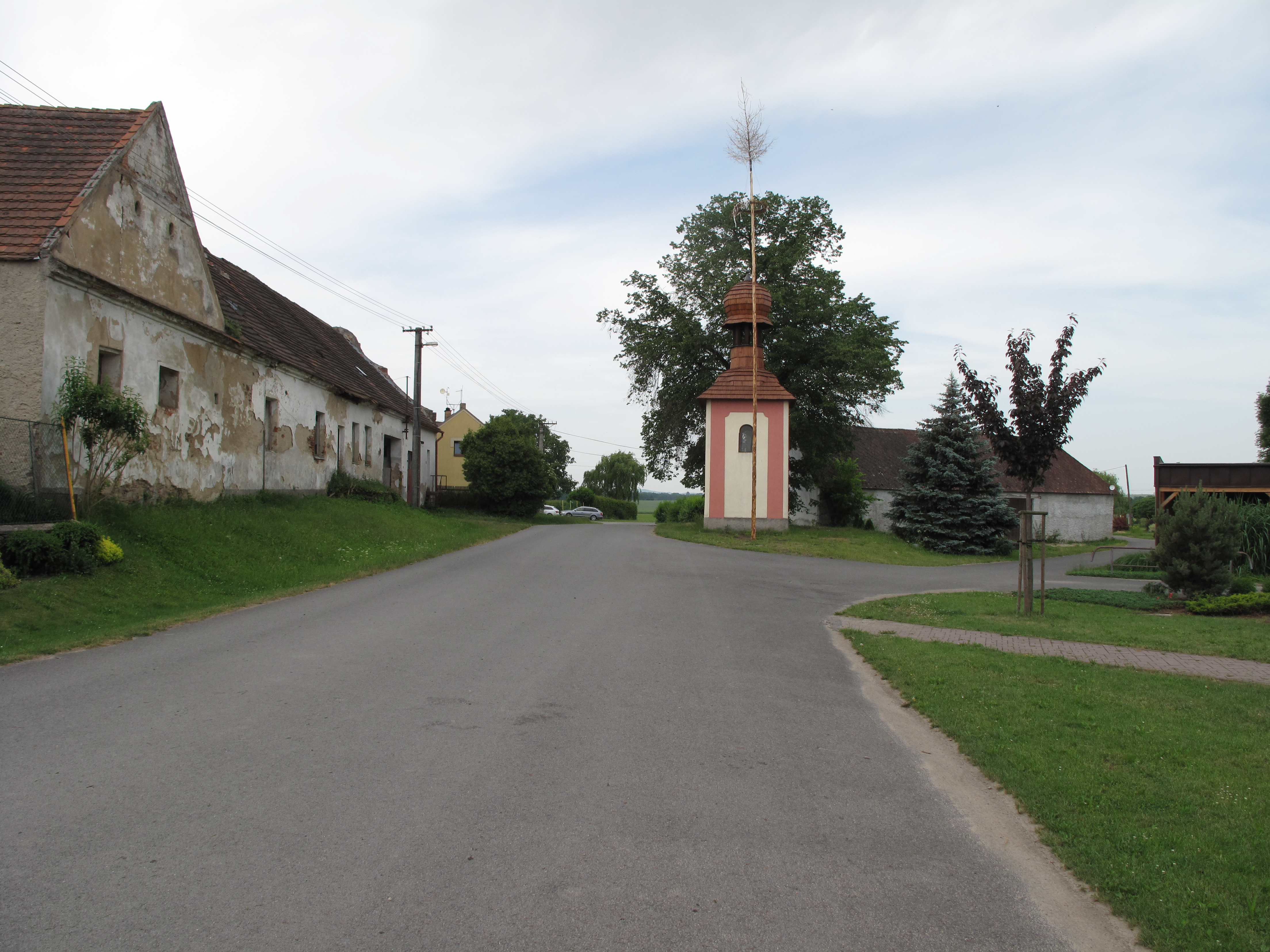

## Transports
Par la route, Křižanov se trouve à 7 km de Milevsko, à 23 km de Písek, à 57 km de České Budějovice et à 121 km de Prague.